# Тома Георгиев
Тома Георгиев е български революционер, деец на Вътрешната македоно-одринска революционна организация.

## Биография
Роден е в костурското село Поздивища, тогава в Османската империя, днес в Гърция. Присъединява се към ВМОРО и става четник в четата на Петър Христов – Германчето. В 1905 година с нея се сражава при Превал и при село Буковик, Преспанско.
На 7 април 1943 година вдовицата му Малина, родена в Поздивища, като жителка на София, подава молба за българска народна пенсия, която е одобрена и пенсията е отпусната от Министерския съвет на Царство България.